# Pachydactylus waterbergensis
Pachydactylus waterbergensis là một loài thằn lằn trong họ Gekkonidae. Loài này được Bauer & Lamb mô tả khoa học đầu tiên năm 2003.